# Hans Grieder
Hans Grieder (Mümliswil-Ramiswil, Suiza, 12 de noviembre de 1901-1973) fue un gimnasta artístico suizo, campeón olímpico en Ámsterdam 1928 en el concurso por equipos.

## Carrera deportiva
En las Olimpiadas de París 1924 gana el bronce en el concurso por equipos, tras los italianos y franceses.
En las Olimpiadas de Ámsterdam 1928 gana medalla de oro en el concurso por equipos, por delante de los checoslovacos y yugoslavos, siendo sus compañeros de equipo: August Güttinger, Hermann Hänggi, Eugen Mack, Georges Miez, Otto Pfister, Eduard Steinemann y Melchior Wezel.